# Ignacio Sánchez Díaz
Ignacio Sánchez Díaz (Santiago, 25 de marzo de 1961) es un médico y académico chileno. Fue rector de la Pontificia Universidad Católica de Chile (PUC) entre 2010 y 2025. 
Es médico cirujano y pediatra, especialista en enfermedades respiratorias del niño por la Universidad de Manitoba, Canadá.

## Biografía
Ignacio Sánchez es el tercero de seis hermanos, tres hombres y tres mujeres. Hijo de Marcelo Arturo del Sagrado Corazón Sánchez Camus y Gloria de las Mercedes Díaz Mardones. Nació en Santiago, en la Clínica Santa María, el 25 de marzo de 1961. Estudió en los Padres Franceses de la Alameda. Posteriormente ingresó a estudiar Medicina en la Pontificia Universidad Católica de Chile. En 1982 fue presidente del Centro de Alumnos de Medicina, donde tuvo desacuerdos y enfrentamientos con la FEUC gremialista de Jaime Orpis, al ser Sánchez un crítico de la dictadura militar de Augusto Pinochet. Egresó de Medicina en 1986. Hasta 1989, hizo la especialización en pediatría y obtuvo el título con distinción máxima. Luego, se ganó una beca para un fellowship de Broncopulmonar Infantil en Winnipeg, Canadá. Ahí estuvo hasta finales de 1992.
Está casado con la médica Salesa Barja y, desde que finalizaron su carrera, ambos se especializaron en pediatría. Tienen siete hijos.

## Carrera académica
Sus publicaciones suman más de 200, en revistas científicas extranjeras y nacionales. Ha realizado investigación en diversos problemas respiratorios del niño y en educación médica. Es autor de un texto guía en la especialidad y de más de veinte capítulos de libros de pediatría y enfermedades respiratorias.
En el Hospital Clínico de la Universidad Católica se ha desempeñado como jefe del Servicio de Pediatría y del Laboratorio Respiratorio Pediátrico. Además, en la Escuela de Medicina ha ocupado los cargos de jefe del Departamento de Pediatría y director de la Escuela. El año 2008 fue elegido decano de la Facultad de Medicina.
Es miembro del comité editorial de revistas científicas nacionales y extranjeras. Paralelamente, colabora como consejero en la Fundación Cardenal Juan Francisco Fresno y en la obra Pequeño Cottolengo, además de presidir el directorio de la Clínica UC San Carlos de Apoquindo y el Consejo Directivo de la Fundación Josefina Martínez de Ferrari.

### Rectoría en la PUC

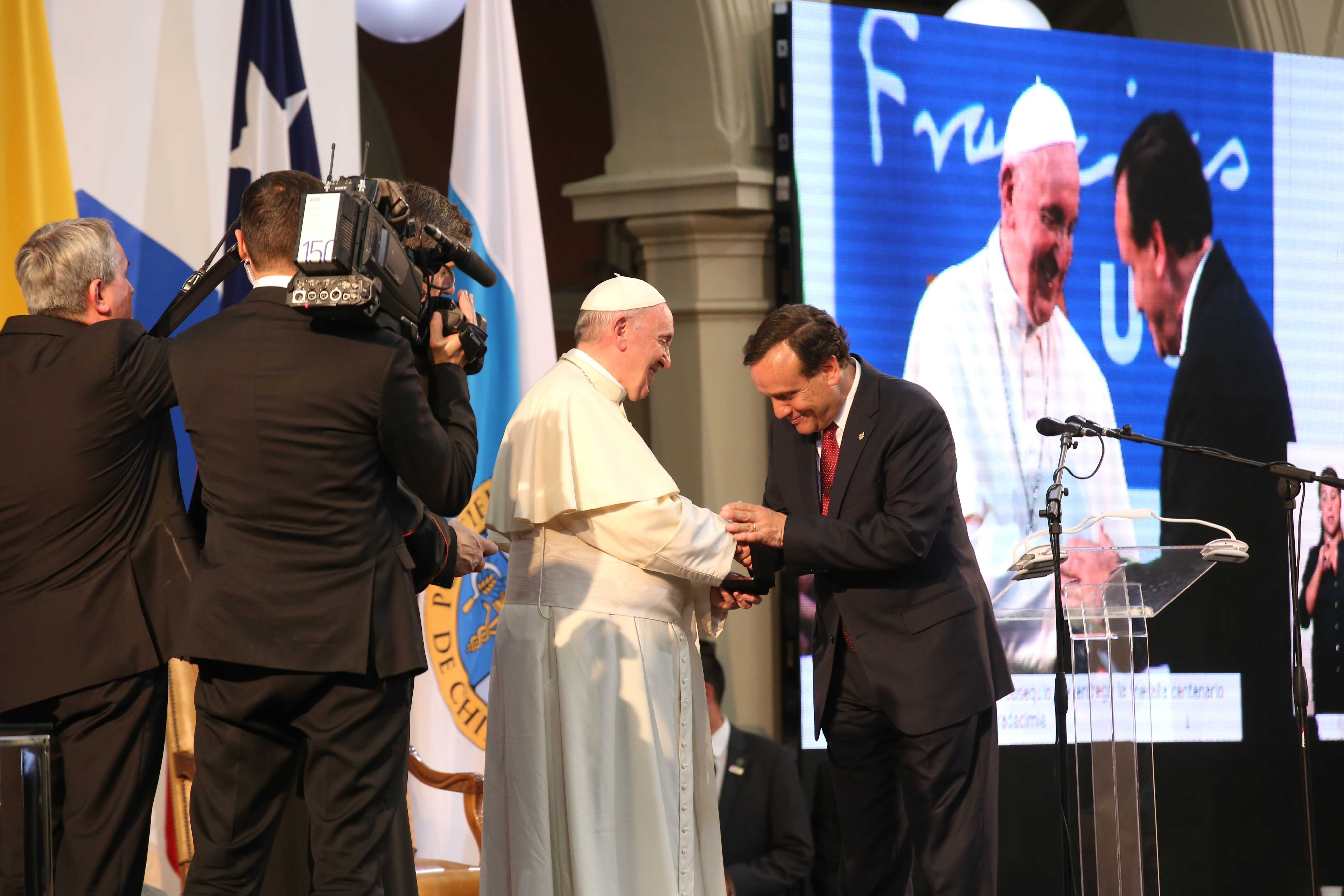
Sánchez junto al papa Francisco en 2018.

En enero de 2010, Sánchez fue designado rector de la PUC por la Santa Sede, a proposición del arzobispo de Santiago y gran canciller de la universidad, monseñor Francisco Javier Errázuriz. En enero de 2015 fue confirmado en el cargo para un nuevo periodo de cinco años.
Su gestión se ha visto marcada por la venta del 67 % de Canal 13 al grupo Luksic en 2010 (que se ampliaría al total de la emisora en 2017), y por la movilización estudiantil de 2011, que lo llevó a enfrentarse con su par de la Universidad de Chile, Víctor Pérez, y a renunciar a la vicepresidencia del Consejo de Rectores de las Universidades Chilenas (CRUCH). Al año siguiente asumió como presidente de la Red Universitaria G9, cargo que dejó a inicios de 2015.

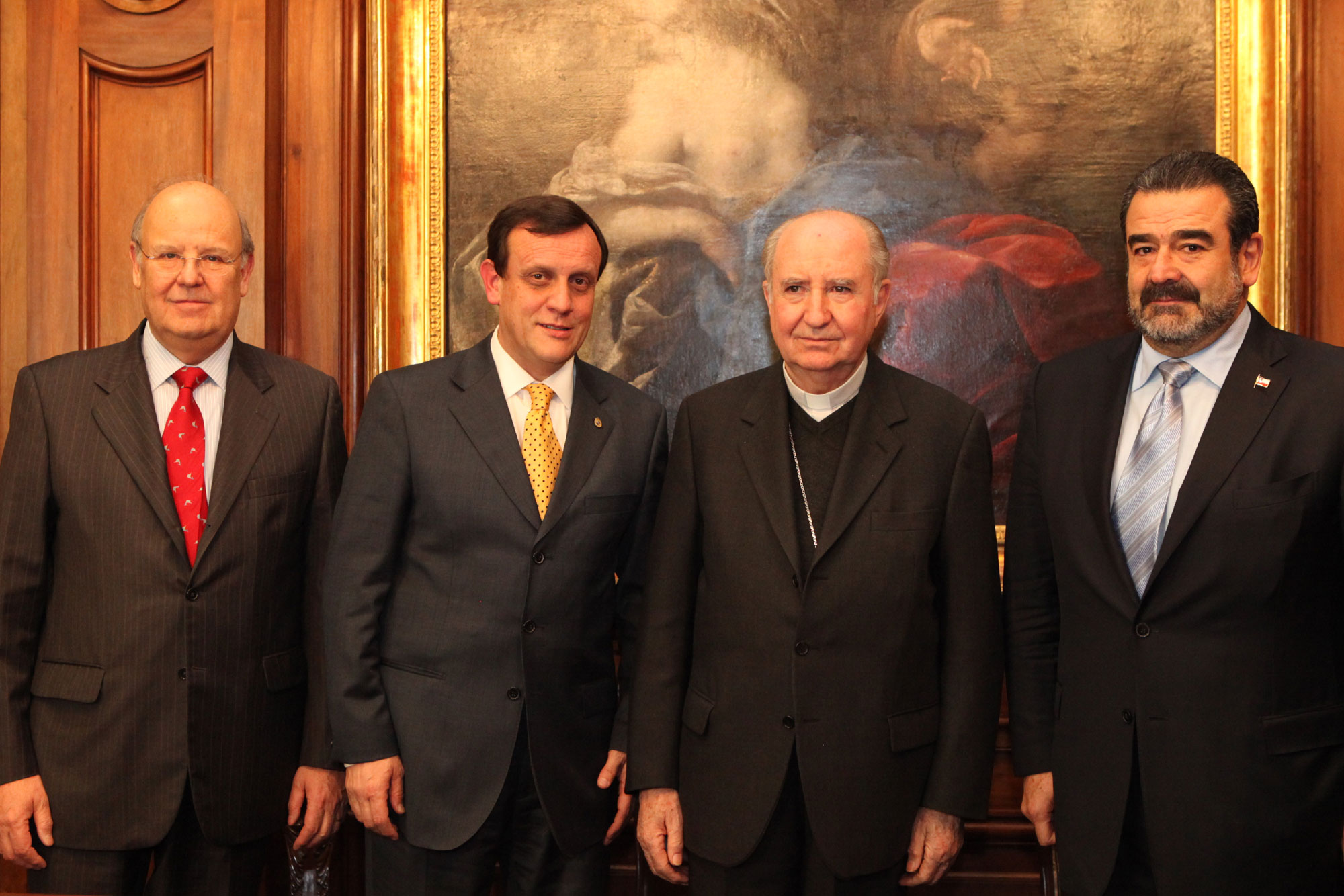
Sánchez (segundo de izq. a der.) junto a Andrónico Luksic y Francisco Javier Errázuriz en la venta de Canal 13.

Ha destacado por sus opiniones sobre «temas valóricos»; en 2015 afirmó que ningún médico de la red de salud de la PUC realizaría abortos terapéuticos si estos eran permitidos por ley, argumentando objeción de conciencia institucional, y demostró su molestia porque el proyecto de «pacto de unión civil» (PUC) tuviera el mismo acrónimo que la universidad que dirige, el cual fue finalmente cambiado a «acuerdo de unión civil» (AUC).
En paralelo a su labor como rector, ejerce su profesión en la Clínica UC San Carlos de Apoquindo.
En 2020 fue invitado por el Ministerio de Salud (Minsal), para integrar la Mesa Social COVID-19, creada para enfrentar dicha pandemia en el país.